# Clemencia Forero
Pour les articles homonymes, voir Forero.
Clemencia Forero Ucrós, née le 17 janvier 1948 à Bogota et morte le 12 juin 2021 dans la même ville, est une femme politique colombienne.